# 龙潭镇 (嘉禾县)
龙潭镇，是中华人民共和国湖南省郴州市嘉禾县下辖的一个乡镇级行政单位。

## 行政区划
龙潭镇下辖以下地区：
龙潭社区、社塘村、大方元村、冲下岭村、木岭村、羊司马村、廊里村、龙潭村、扶塘村、山口村、双莲村、金塘村、上宅村、霞塘村、罗家塘村、杉树下村、石坡头村、大泉村、王阳甫村、梓木村和马家坪村。